# کی‌اس‌آی در مقابل لوگان پاول ۲
کی‌اس‌آی در مقابل لوگان پاول ۲ (به انگلیسی: KSI vs. Logan Paul II) یک مسابقه بوکس بین یوتیوبر بریتانیایی Olajide Olatunji (معروف به کی‌اس‌آی) و یوتیوبر آمریکایی لوگان پاول بود. این مبارزه بازی برگشت کی‌اس‌آی در مقابل لوگان پاول بود که با تساوی اکثریت به پایان رسیده بود. مسابقه در ۹ آوریل ۲۰۱۹ در استیپلز سنتر لس آنجلس، و برای ۶ راند ۳ دقیقه ای برگزار شد. دو داور ۲ راند ۵۶–۵۵ و ۵۷–۵۴ به نفع کی‌اس‌آی امتیاز دادند، و داور سوم امتیاز ۵۶–۵۵ را به نفع لوگان پاول داد، در نتیجه کی‌اس‌آی پیروز مسابقه شد.

## زمینه
پس از اولین مبارزه علیه پاول، کی‌اس‌آی درخواست کرد که مبارزه دوم به ماه مه ۲۰۱۹ موکول شود. او گفت که دبی را به عنوان یک محل بی‌طرف ترجیح می‌دهد، اما برای مبارزه در آمریکا مشکلی ندارد. همچنین کی‌اس‌آی عنوان کرد که احتمالاً مبارزه برای برخی از بینندگان در انگلستان خیلی دیر وقت باشد، ترجیح می‌دهد که مسابقه در نیویورک برگزار شود. در ۲۸ اوت ۲۰۱۸، اعلام شد که مبارزه در ماه مه سال ۲۰۱۹ در یک مکان نامعلوم در ایالات متحده برگزار خواهد شد، به شرطی که نه کی‌اس‌آی و نه پاول مکان را مشخص کنند، در نهایت تاریخ ماه مه هرگز توافق نشد. در ۳ سپتامبر ۲۰۱۹، کی‌اس‌آی و پاول در اینستاگرام اعلام کردند که مبارزه در ۹ نوامبر ۲۰۱۹ در استیپلز سنتر، لس آنجلس برگزار می‌شود و بر خلاف مسابقه قبلی، مبارزه یک مسابقه حرفه‌ای خواهد بود، یعنی بدون محافظ سر.
سه نشست خبری در شهرهای زیر برگزار شد:
- ۱۴ سپتامبر ۲۰۱۹ – بیرون از استیپلز سنتر، لس آنجلس
- ۷ اکتبر ۲۰۱۹ – The Troxy Theatre، لندن
- ۷ نوامبر ۲۰۱۹ – The Hollywood Restaurant Tao، لس آنجلس

مربی اصلی لوگان پاول، قهرمان سنگین‌وزن، شانون بریگز بود، در حالی که کی‌اس‌آی زیر نظر بوکسور حرفه‌ای، ویدال رایلی و جف می‌ودر (عموی فلوید می‌ودر) تمرین کرد. به عنوان یک رویداد حرفه‌ای، فقط مبارزان دارای پروانه بوکس حرفه‌ای، و هیچ یوتیوبر دیگری مجاز به شرکت در این مسابقات نبودند. این تصمیم با اعتراض برخی از اعضاء جامعه یوتیوب رو به رو شد که امیدوار بودند دیگر یوتیوبرها هم شرکت داشته باشند، چون این مسابقه در واقع با عنوان یوتیوب شروع شده بود.
پس از اعلام اینکه مسابقه حرفه‌ای است، تعدادی از چهره‌های بوکس و روزنامه نگاران و طرفداران بوکس از آن انتقاد کردند و برخی این مبارزه را «توهین» به بوکس عنوان کردند. اتهام اصلی این بود که این دو نفر، از مبارزه به عنوان ابزار «جمع آوری پول» استفاده می‌کنند و «مشروعیت» بوکس به عنوان یک مسابقه حرفه‌ای را زیر سؤال می‌برند و بسیاری قرار دادن «عنوان جهانی مسابقات حرفه‌ای زیر کارت یوتیوب» را متهم کردند. با این حال، افراد دیگر از این مسابقه استقبال بیشتری از مبارزه قبلی کردند. اندی فاستر، مدیر اجرایی کمیسیون ورزش ایالتی کالیفرنیا، از این اتهام دفاع کرد که یوتیوبرها برای مبارزه حرفه‌ای مناسب نیستند و در مصاحبه‌ای گفت: «اگر آنها ستاره‌های یوتیوب نبودند، این مبارزه می‌توانست قابل تایید باشد». بوکسورهای حرفه‌ای آنتونی جاشوا، دیانتی وایلدر، تایسون فیوری، دلیان وایت و اندی روئیز جونیور با ابراز حمایت از این رویداد و برگزاری آن به عنوان یک مسابقه حرفه‌ای، فوایدی مانند گسترش ورزش بوکس را عنوان کردند.

## خلاصه مبارزه
وزن کشی در ساعت ۱ بعد از ظهر پی‌اس‌تی در ۸ نوامبر در Xbox Plaza در لس آنجلس انجام شد. وزن پاول ابتدا با مقیاس ۱۹۹٫۴ پوند، کمی زیر ۲۰۰ پوند وزن داشت، در حالی که کی‌اس‌آی با ۱۹۳٫۴ پوند وزن، کمی بیش از ۶ پوند سبک‌تر بود. پاول ابتدا با ردا و شلوارک قرمز و سفید و آبی به همراه برادرش، جیک پاول، و جاستین بیبر، وارد زمین شد. سپس کی‌اس‌آی با روپوش، شلوارک و ماسک قرمز و سیاه وارد صحنه شد، و رپرهای آمریکایی ریک راس و لیل بیبی آهنگ تازه منتشر شده کی‌اس‌آی با عنوان «Down Like That» را اجرا کردند.

سه دور اول توسط کی‌اس‌آی کنترل می‌شد، که مشت‌های بیشتری را تخلیه کرد و متجاوز ظاهر شد، در حالی که پاول با احتیاط بیشتری، پرتاب‌های منفی بیشتری انجام داد. پاول در راند ۳ دو بار به بوم لغزید و بر زمین افتاد اما هیچ داوری ناک‌اوت اعلام نکرد. در دور چهارم پاول آشفته ظاهر شد و در راندهای بعد، بازوی دیگر خود را در پشت سر کی‌اس‌آی قرار داد. در هنگام افتادن کی‌اس‌آی، پاول مشت غیرقانونی دیگری را به پشت سر زد، سپس هنگامی که به بوم رسید یک بار دیگر او را زد. در ابتدا به اتفاق آرا، امتیاز ۱۰–۸ به نفع پاول، بخاطر زدن یک ضربه ناگهانی به ثمر رسید که به دلیل ضربات غیرقانونی پشت سر، دو امتیاز از پاول کاهش یافت. داور علاوه بر کسر امتیاز پاول، به کی‌اس‌آی وقت داد تا قبل از شروع مجدد مبارزه، خونسردی خود را بازیابد. راند ششم و آخر با سرعت دنبال شد اما هیچ‌یک از آنها نتوانستند ضربه ناک‌اوت را به ثمر برسانند.
پس از ۶ دور، مبارزه منجر به تصمیم‌گیری جداگانه برای کی‌اس‌آی شد، و دو داور امتیازات ۵۷–۵۴ و ۵۶–۵۵ به سود کی‌اس‌آی نتیجه گرفتند، و داور سوم امتیاز ۵۶–۵۵ به سود پاول داد، در نتیجه کی‌اس‌آی پیروز مسابقه شد. پاول و کی‌اس‌آی پس از مبارزه با یکدیگر دست دادند و هم دیگر را در آغوش گرفتند و هر دو احترام یکدیگر را گرامی داشتند، اگرچه پاول گفت قصد دارد که در کمیسیون، بخاطر کسر امتیاز خود بخاطر مشت‌های غیرقانونی اعتراض کند، ولی اظهار داشت که مورد آنچه اتفاق افتاده قضاوت نمی‌کند اما فکر می‌کند که فقط سزاوار هشدار بود. پاول درخواست تجدیدنظر در کمیسیون را داد اما درخواست تجدیدنظر در اوایل دسامبر ۲۰۱۹ رد شد. لوگان پاول از برگزاری بازی برگشت حمایت کرد، اما کی‌اس‌آی هرگونه برگزاری سومین مبارزه با لوگان پاول را رد کرد و گفت: «این کار برای من تمام شده‌است… من به سوی هدف بعدی حرکت می‌کنم.»

### امتیازات داوران
منبع:
| لو مورت | لو مورت | پاتریک راسل | پاتریک راسل | زاخاری یانگ | زاخاری یانگ |
| ------- | ------- | ----------- | ----------- | ----------- | ----------- |
| کی‌اس‌آی  | پاول    | کی‌اس‌آی      | پاول        | KSI         | کی‌اس‌آی      |
| ۵۶      | ۵۵      | ۵۷          | ۵۴          | ۵۵          | ۵۶          |

## جزئیات مبارزه
تعدادی از افراد مشهور حضور داشتند. جاستین بیبر، خواننده کانادایی و جیک پاول، برادر پاول از همراهان لوگان پاول بودند و رپرهای ریک راس، لیل بیبی و S-X برای کی‌اس‌آی برنامه اجرا کردند. ویز خلیفا و پست مالون دیگر رپرهایی بودند که از کی‌اس‌آی حمایت کردند. از دیگر چهره‌های حاضر می‌توان به اسرائیل آدسانیا قهرمان میان وزن یواف‌سی، تایرون وودلی قهرمان سابق سبک‌وزن یواف‌سی، دن بیلزریان، مایک تایسون، کیم‌استار و همچنین کلیه اعضای Sidemen اشاره کرد.

### پخش
مبارزه در ایالات متحده و هفت کشور دیگر بصورت مستقیم پخش شد. این مبارزه به صورت مستقیم از طریق اسکای باکس آفیس در بریتانیا و ایرلند با پرداخت ۹٫۹۵ پوند پخش شد. این رویداد در کشورهایی که حق فروش ندارند از طریق تلویزیون FITE پخش مستقیم شد. به دلیل نگرانی‌های مربوط به دزدی و پخش رایگان، مبارزه در یوتیوب پخش نشد، و تخمین زده می‌شود که ۱٫۲ میلیون بیننده، پخش زنده غیرقانونی مبارزه را در توییچ تماشا کردند.
در اسکای باکس آفیس، این مبارزه ۲۱۶۰۰۰ مورد خرید در انگلستان به فروش رساند.

### شرط‌بندی
بر اساس ۹ نوامبر ۲۰۱۹
| نتیجه      | لدبروکس |
| ---------- | ------- |
| کی‌اس‌آی     | ۷/۴     |
| لوگان پاول | ۸/۱۵    |
| تساوی      | ۱/۱     |

### درآمد
هر دو کی‌اس‌آی و لوگان پاول برای این رویداد حداقل ۹۰۰٬۰۰۰ دلار درآمد کسب کردند که در قرارداد آنها با کمیسیون ورزش ایالتی کالیفرنیا مشخص شده‌است، اگرچه درآمد نهایی آنان از این مبارزه بسیار بیشتر خواهد بود.